# 荒山盜屍案
《荒山盜屍案》（英語：The Case of 'Missing Corpse'）是1960年香港懸疑劇情片，由馮峰導演，嘉玲、胡楓和姜中平主演。

## 演員
- 嘉玲 飾 朱秀英
- 胡楓 飾 賽摩斯
- 姜中平 飾 姜志勤
- 司馬華龍 飾 李律師
- 金雷 飾 趙玉林
- 李香琴 飾 張曼梨
- 李鵬飛 飾 警長
- 楊業宏 飾 老探長
- 黎雯 飾 鍾太太
- 高超 飾 朱富
- 李鏡清 飾 舅父
- 林煜 飾 朱武

## 外部連結
- 香港影庫上《荒山盜屍案》的資料（繁體中文）
- 豆瓣电影上《荒山盜屍案》的資料 （简体中文）